# Úhlové zrychlení
Úhlové zrychlení je fyzikální veličina, která vyjadřuje změnu úhlové rychlosti za jednotku času při pohybu po kružnici.
Úhlové zrychlení lze interpretovat jako zrychlení tělesa, které se pohybuje po kruhové dráze o jednotkovém poloměru.

## Značení
- Doporučenou značkou veličiny je ε, případně se též užívá α.
- Hlavní jednotka SI: radián za sekundu na druhou, značka jednotky rad s−2 (též sekunda na minus druhou, značka jednotky: s−2).

## Výpočet
Úhlové zrychlení lze určit jako první derivaci úhlové rychlosti {\displaystyle \omega } podle času {\displaystyle t}, tzn.
{\displaystyle \varepsilon ={\frac {\mathrm {d} \omega }{\mathrm {d} t}}},
nebo také jako druhou derivaci úhlové dráhy podle času
{\displaystyle \varepsilon ={\frac {\mathrm {d} ^{2}\varphi }{\mathrm {d} t^{2}}}},
případně také (s využitím derivování složené funkce)
{\displaystyle \varepsilon ={\frac {\mathrm {d} }{\mathrm {d} t}}\omega (\varphi (t))={\frac {\mathrm {d} \varphi }{\mathrm {d} t}}{\frac {\mathrm {d} \omega }{\mathrm {d} \varphi }}={\omega }{\frac {\mathrm {d} \omega }{\mathrm {d} \varphi }}}.

## Zajímavost
Nejvyššího úhlového zrychlení, kterého je schopen člověk, se dosahuje při luskání prsty. Při tomto pohybu bylo zaznamenáno maximum úhlového zrychlení 1,6 milionu úhlových stupňů za sekundu na druhou, což v hlavních jednotkách SI odpovídá přibližně 2,8 × 104 rad s−2.